# آرون اسپلینگ
آرون اسپلینگ (انگلیسی: Aaron Spelling؛ ‏ ۲۲ آوریل ۱۹۲۳ – ۲۳ ژوئن ۲۰۰۶) یک فیلم‌نامه‌نویس، تهیه‌کننده تلویزیونی و بازیگر اهل ایالات متحده آمریکا بود.
از فیلم‌ها یا برنامه‌های تلویزیونی که وی در آن نقش داشته است، می‌توان به سانست بیچ، روح سنت لوئیس و بورلی هیلز، ۹۰۲۱۰ اشاره کرد.